# Solor
Solor es una isla volcánica situada en el extremo oriental de la isla de Flores en las islas menores de la Sonda de Indonesia, en el archipiélago de Solor. En la isla vive una pequeña población que ha vivido de la caza de ballenas durante cientos de años. Ellos hablan las lenguas de Adonara y Lamaholot. Hay por lo menos cinco volcanes en la isla que miden sólo 40 km por 6 km. El área de la isla es de 222 km².

## Historia

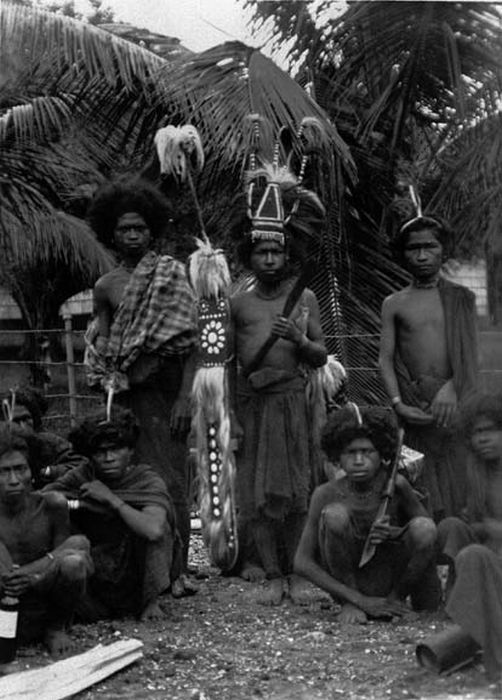
Guerreros de Solor, 1915.

En 1520, los portugueses establecieron un puesto comercial en el pueblo de Lamakera en el lado oriental de la isla como puerto de tránsito entre las Molucas y Malaca. En 1562, los sacerdotes dominicos construyeron una fortaleza que los musulmanes de Java quemaron al año siguiente. El fuerte fue reconstruido a partir de materiales más duraderos y los dominicanos comenzó la cristianización de la población local. Para 1590 la población portuguesa y cristiana eran unos 25.000. Hubo, sin embargo, focos de resistencia contra los portugueses y su religión, y en 1598-1599, por ejemplo, los portugueses requirieron de una flota de 90 barcos para sofocar un levantamiento de Solor.
La isla permaneció en poder portugués, hasta que en 1859 fue incluida (junto con Alor, Flores y Pantar) en las Indias Orientales Neerlandesas.